# 蕪村妖怪絵巻
『蕪村妖怪絵巻』（ぶそんようかいえまき）は、江戸時代中期の俳人・画家である与謝蕪村による日本の妖怪絵巻。現在、現物は所在不明となっている。昭和3年（1928年）北田紫水文庫から刊行された復刻版によって内容が知られている。

## 概要
蕪村が寄寓していた京都府宮津市の見性寺の欄間に張られていたものと伝えられており、そのことから、宝暦4年から7年（1754年-1757年）にかけて蕪村が丹後国宮津（現・京都府宮津市）で絵を修行していた間に描かれたものと推察されている。のちに劣化を危惧した宮津町の俳人・黒田芝英がこれを入手し、その後に乾猷平が懇願して俳諧関係の資料を豊富に揃えていた北田紫水文庫へと移された。その後の所蔵者は不詳。
蕪村による妖怪の絵は、先行する各流派の妖怪絵巻をある程度意識したうえで描かれているとみられ、俳画のやわらかい筆致で描かれたユーモラスな画風が特徴である。銀杏の化物の墨染めの着物をつけて鉦を叩く様子などは、大津絵の画題のひとつである「鬼の寒念仏」などの構図を下敷きにした絵では無いかとも見られている。淡彩で全8点の妖怪が描かれているが、妖怪の絵とその名称を紹介しているのみのものから、その妖怪に関する物語を綴ったものまであり、蕪村が日本各地を旅していた時期に、あちこちで伝え聞いた妖怪譚を描いたものでないかと想像されているが、『新花摘』（1797年）などで何度か体験としても記している狐や狸についての絵は一点も見られない点があるなど、傍証となる資料は乏しい。

## 作品一覧

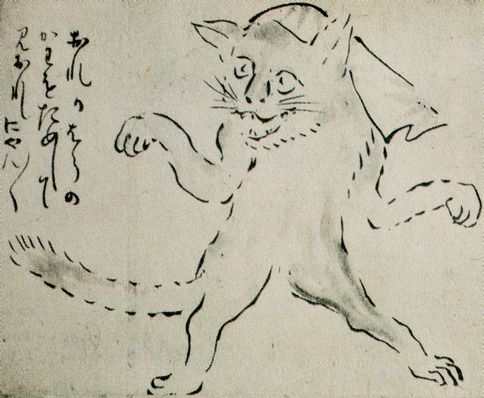
榊原家の化け猫
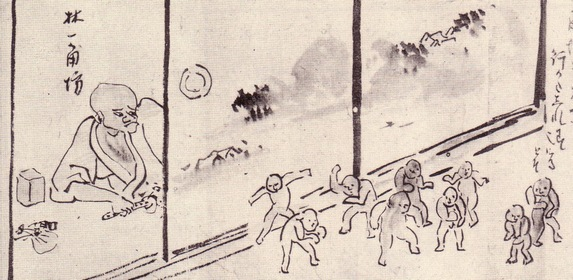
林一角坊の前に現れた赤子の怪
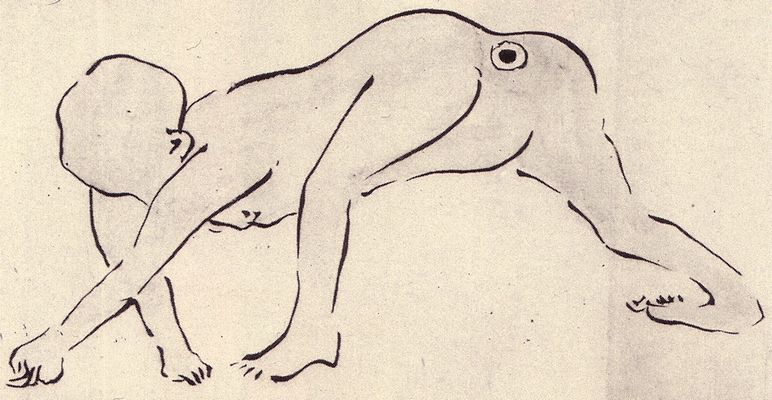
京都帷子が辻のぬっぽり坊主
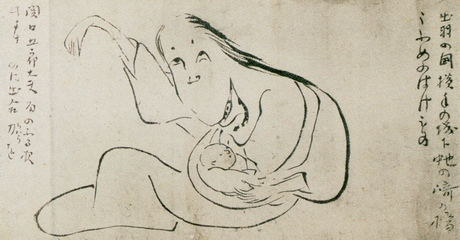
横手のうぶめ
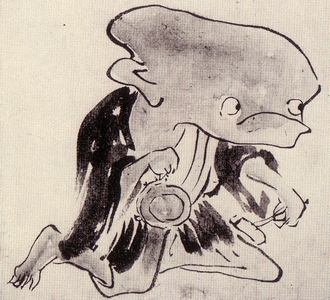
鎌倉若八幡銀杏の化物
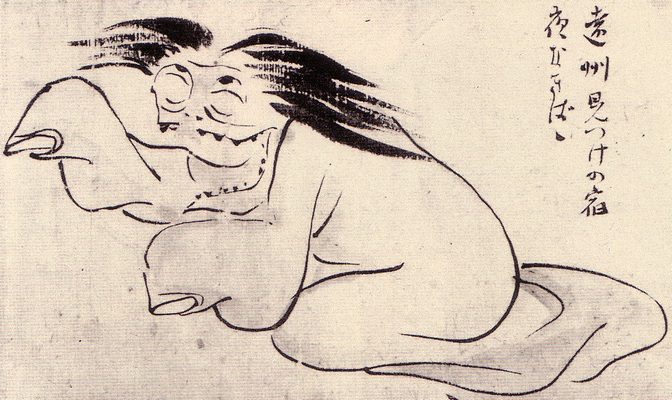
遠州の夜なきばば
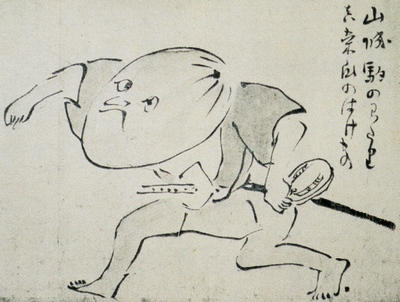
山城の真桑瓜の化物
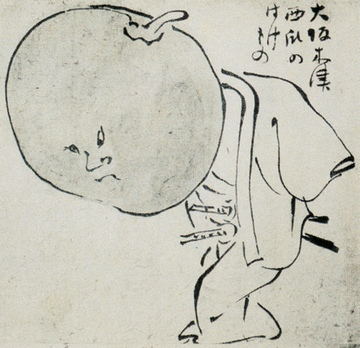
木津の西瓜の化物